# Дорадос де Синалоа
«Дора́дос де Синало́а» (исп. Dorados de Sinaloa) или «Дора́дос» — мексиканский профессиональный футбольный клуб из города Кульякан, штата Синалоа. Основан в 2003 году. Выступает в Ассенсо МХ, втором по силе дивизионе страны.

## История
Название клуба происходит от золотистой рыбы дорадо, распространённой в водах у побережья Кульякана.
«Дорадос» был самым молодым клубом, игравшим в Примера Дивизион де Мехико. Они вступили в турнир впервые в 2004 году, клубу тогда был всего один год. В 2006 году «Дорадос» были понижены в классе до Примера Дивизион А, в то время как их соперник, «Сан-Луис», удержался в Примера Дивизион де Мехико. В 2007 году команда выиграла чемпионат второго по силе дивизиона Мексики, 19 мая 2007 года победив клуб «Леон» с общим счётом 5:4. Они тогда были в состоянии играть за место в мексиканском первом дивизионе против «Пуэбла», но проиграли со счётом 4:3 по сумме двух матчей. В том же 2007 году «Дорадос» вышли в финал Лиги во второй раз в течение одного года, но соперники, «Индиос», одержали победу в обоих матчах серии с суммарным счётом 7:0.
После второй игры в сезоне 2008 совет директоров «Дорадос» и бывший менеджер Уго Фернандес заключили соглашение относительно досрочного разрыва контракта и повторного подписания Хуана Карлоса Чавеса, который вывел клуб в Примеру Мексики летом 2004 года. В 2008 году «Дорадос» побили рекорд из трёх последовательных финалов в Примере, но проиграли в последнем финале со счётом 3:2 своим принципиальным соперникам из «Леона».
По итогам сезона 2014/15 «Дорадос де Синалоа» вернулся в высшую лигу страны после девятилетнего отсутствия. «Дорадос» стал чемпионом Клаусуры 2015 и в стыковочных матчах за право повышения в Лигу МХ обыграл победителя Апертуры 2014 «Некаксу». По завершении сезона 2015/16 «Дорадос» не смог удержаться в высшей лиге и выбыл в Ассенсо МХ.

## Соперничество с «Леоном»
«Дорадос» и «Леон» играли в общей сложности четыре финала, из которых оба выиграли по два. Эта статистика «Дорадос де Синалоа» против клуба «Леон» породила одно из принципиальных противостояний в мексиканском футболе XXI века.

## Достижения
- Чемпион Ассенсо МХ (второго дивизиона) (4): Апертура 2003, Клаусура 2007, Клаусура 2015, Апертура 2016
- Обладатель Кубка Мексики (1): 2012